# 66. Nemzetközi Matematikai Diákolimpia
A 66. Nemzetközi Matematikai Diákolimpiát (IMO 2025) Sunshine Coastban, Ausztráliában rendezték 2025. július 10. és 20. között. 110 ország 630 versenyzője vett részt. A magyar csapat  két arany-, három ezüst- és egy bronzéremmel a 14. lett az országok közötti pontversenyben.

## Országok eredményei pont szerint
Az országonként elérhető maximális pontszám 252 pont volt. Az első 20 helyezett eredményei:
|     | Ország             | Pont | Arany | Ezüst | Bronz | D |
| --- | ------------------ | ---- | ----- | ----- | ----- | - |
| 1.  | Kína               | 231  | 6     | 0     | 0     | 0 |
| 2.  | USA                | 216  | 5     | 1     | 0     | 0 |
| 3.  | Dél-Korea          | 203  | 4     | 2     | 0     | 0 |
| 4.  | Japán              | 196  | 3     | 2     | 1     | 0 |
| 4.  | Lengyelország      | 196  | 3     | 3     | 0     | 0 |
| 6.  | Izrael             | 194  | 4     | 1     | 1     | 0 |
| 7.  | India              | 193  | 3     | 2     | 1     | 0 |
| 8.  | Szingapúr          | 191  | 3     | 2     | 1     | 0 |
| 9.  | Vietnám            | 188  | 2     | 3     | 1     | 0 |
| 10. | Törökország        | 186  | 2     | 3     | 1     | 0 |
| 11. | Hongkong           | 184  | 2     | 3     | 1     | 0 |
| 12. | Irán               | 183  | 2     | 3     | 1     | 0 |
| 13. | Románia            | 181  | 2     | 3     | 1     | 0 |
| 14. | Magyarország       | 180  | 2     | 3     | 1     | 0 |
| 15. | Ausztrália         | 179  | 2     | 2     | 2     | 0 |
| 16. | Egyesült Királyság | 178  | 3     | 1     | 2     | 0 |
| 17. | Kazahsztán         | 175  | 0     | 4     | 2     | 0 |
| 18. | Olaszország        | 174  | 2     | 2     | 2     | 0 |
| 18. | Mongólia           | 174  | 1     | 3     | 2     | 0 |
| 20. | Tajvan             | 170  | 2     | 2     | 1     | 1 |

## A magyar csapat
Az egyénileg elérhető maximális pontszám 42 volt. A magyar csapat tagjai:
| Név                | Évfolyam | Iskola                                                          | Város       | Pontszám | Díj   |
| ------------------ | -------- | --------------------------------------------------------------- | ----------- | -------- | ----- |
| Bodor Mátyás       | 11.      | Márton Áron Főgimnázium                                         | Csíkszereda | 35       | Arany |
| Szakács Ábel       | 11.      | Budapesti Fazekas Mihály Gyakorló Általános Iskola és Gimnázium | Budapest    | 35       | Arany |
| Czanik Pál         | 12.      | Budapesti Fazekas Mihály Gyakorló Általános Iskola és Gimnázium | Budapest    | 29       | Ezüst |
| Varga Boldizsár    | 12.      | Veres Péter Gimnázium                                           | Budapest    | 29       | Ezüst |
| Holló Martin       | 11.      | Budapesti Fazekas Mihály Gyakorló Általános Iskola és Gimnázium | Budapest    | 28       | Ezüst |
| Molnár István Ádám | 12.      | Földes Ferenc Gimnázium                                         | Miskolc     | 24       | Bronz |

Bodor Mátyás, Czanik Pál, Szakács Ábel és Varga Boldizsár másodszor vett részt a diákolimpián.
A csapat vezetője Harangi Viktor, helyettes vezetője Dobos Sándor volt.